# Bucovăț
Bucovăț je město v okrese Strășeni, které se nachází v centru Moldavské republiky, asi 26 km severně od Kišiněva, na břehu řeky Bîc, na křižovatce státních silnic Kišiněv-Nisporeni a Kišiněv-Ungheni. Je to nejmenší město v Moldavské republice. Bucovăț spravuje obec Rassvet.